# Ali Tayebnia

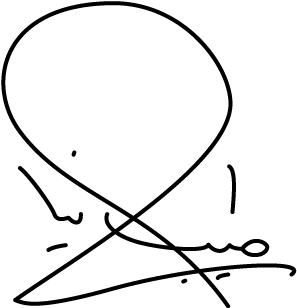
Faksimile-Unterschrift von Tajebnieh

Ali Tayebnia oder Tajebniah (persisch علی طیب‌نیا) ist ein iranischer Politiker. Er wurde im August 2013 als Minister für Finanzen und Wirtschaft der Regierung Rohani nominiert.
Nach Informationen von Bahman Nirumand gehört Tayebnia neben Masumeh Ebtekar und Hamid Abutalebi zu jener Gruppe, die 1979 kurz nach der Iranischen Revolution die US-amerikanische Botschaft in Teheran besetzten und 52 amerikanische Diplomaten mehr als 444 Tage als Geisel gefangen hielten.